# Floc'h (illustrateur)
Pour les articles homonymes, voir Floc'h.
 (septembre 2016).
Floc'h, nom de plume de Jean-Claude Floch, est un illustrateur, affichiste de cinéma, dessinateur de bande dessinée et romancier français, né à Mayenne le 25 septembre 1953.
Floc'h est l'un des principaux tenants actuels du style de dessin épuré qualifié de ligne claire.

## Biographie
Après un passage rapide à l’École nationale supérieure des arts décoratifs de Paris, Floc'h se consacre à l’illustration pour la presse et l’édition (couvertures pour la collection Marginalia chez Glénat…), puis réalise un premier album de bande dessinée avec François Rivière édité en 1977 Le Rendez-vous de Sevenoaks. Avec cet album le duo Floc'h-Rivière révolutionne la narration de la bande dessinée en imposant un style de récit qui sera comparé à celui du Nouveau roman et un graphisme élégant qui renoue avec la tradition de l'école belge tout en cassant la linéarité habituelle du genre. La prépublication du Rendez-vous de Sevenoaks dans le magazine Pilote fut précédée d'une introduction écrite par Rivière qui définissait parfaitement la philosophie de l'œuvre que le duo commençait à construire.
Après un deuxième album, Le Dossier Harding en 1980, le succès de Floc'h croît lorsque le style ligne claire devient une référence dans la bande dessinée (avec Yves Chaland, Ted Benoit, Serge Clerc, Joost Swarte…) et, ce qui assure une grande visibilité, la publicité. Dans ce dernier domaine, certains travaux deviendront cultes tel Le Secret de la Pulmoll verte, un album publicitaire sorti en 1980. La multiplicité de ses travaux publicitaires a notamment été pour lui un moyen d'explorer certaines techniques de dessin et d'en parfaire la maitrise. Ce fut en particulier l'occasion de faire ses armes au pinceau avant d'en user pour l'album Blitz en 1982.
Les références graphiques que pratique Floc'h dans les albums de bande dessinée des premières années laissent rapidement la place à un style très personnel tendant vers un minimalisme graphique allant à l'essentiel empreint d'élégance et d'anglophilie. La technique du close up est souvent utilisée pour mettre l'accent sur des éléments importants du récit. Il s'exprime plus volontiers dans les situations intimistes et préfère la mise en abyme en huis clos à l'aventure. Son dessin s'inscrit parmi les vraisemblants, par opposition aux invraisemblants (Hergé par exemple qui, après une explosion au château de Moulinsart, dessine le Capitaine Haddock dans un lustre), préférant représenter la réalité à la fantaisie graphique. Selon ses propres propos, Floc'h est un réaliste qui a besoin d'avoir un trait le plus épuré possible, laissant aux hyperréalistes un plaisir qui lui échappe. N'aimant pas les héros, il a toujours essayé de faire de ses personnages des personnes et non pas des héros. Loin d'être un raconteur d'histoire, la forme prévaut pour lui.
En 1991, Floc'h collabore avec Jean-Luc Fromental pour un album de bande dessinée très inspiré de l'univers de F. Scott Fitzgerald, Jamais deux sans trois, récit d'un ménage à trois pour lequel Floc'h explore une nouvelle méthode de colorisation, utilisant pour la première fois des jeux d'ombres qui changent des aplats habituels. Fromental avait déjà écrit les préfaces de Life et High Life, ainsi que les textes de Ma vie, et scénarisé plusieurs des travaux publicitaires de Floc'h.
Illustrateur bien plus que dessinateur de bande dessinée, il a, outre la publicité, mis son talent au service du cinéma en réalisant des affiches dès le début de sa carrière. Il commence en 1977 avec Diabolo menthe de Diane Kurys (pour qui il illustrera deux autres affiches). Il en dessine ensuite pour les films d'Alain Resnais (dans Smoking / No Smoking il signe aussi des illustrations utilisées au sein même du film et du générique), puis de Woody Allen. Il a créé, à ce jour, vingt et une affiches de films.
Il réalise de nombreuses illustrations pour la presse en France, quotidiens et magazines (Lire, Senso, Monsieur, L'Express, Le Nouvel Observateur, Libération, Le Monde, Le Figaro, Elle, 20 ans, L'Événement du jeudi…), en Europe (Per Lui, Bilan, World of Interiors…) et aux États-Unis (GQ, Travel + Leisure…) où le prestigieux magazine The New Yorker fait appel à ses services pour plusieurs couvertures et surtout de nombreuses illustrations d'articles depuis 1997. Son travail d'illustrateur lui permet de « concentrer les choses dans une proposition la plus simple possible ».
Après avoir bâti une œuvre importante en bande dessinée, le duo Floc'h-Rivière fait en 2006 une incursion dans la littérature avec son premier roman, Les Chroniques d'Oliver Alban, Diary of an Ironist. Les deux auteurs y explorent la littérature et les arts des années 1940 à 1970 avec élégance et ironie, sous forme de trente neuf portraits. Ces portraits sont supposés être des chroniques écrites par Oliver Alban. Oliver Alban est en fait un pseudonyme de chroniqueur imaginé par Olivia Sturgess et Francis Albany, qui sont les « véritables auteurs » de ces articles. Floc'h et Rivière y pratiquent ainsi à nouveau la mise en abyme, le livre dans le livre. Les textes sont écrits par les deux auteurs et Floc'h y a dessiné les portraits des personnages chroniqués.
À l'occasion de sa réouverture en 2006, le Musée des arts décoratifs de Paris commande à Floc'h des portraits des principaux donateurs de cet établissement privé. Vingt et un d'entre eux sont visibles en grand format dans l'enceinte du musée.
Connu principalement pour ses œuvres de bandes dessinées et d'illustrations, Floc'h a également fait onze expositions d'art d'abord figuratif puis essentiellement abstrait de 1990 à 2003, dont notamment plusieurs à la galerie Pixi à Paris et une à New York à la Nicholas Davies Gallery en 1999. Il déclare en 2007 dans une interview ne plus vouloir faire d'expositions car il n'est plus « cette personne qui souffrait de ne faire que de la bande dessinée ».
En 2007, Floc’h sort un livre d’illustrations très personnel, Une vie de rêve sous titré Fragments d’une autobiographie idéale. Il s’y offre le plaisir de rencontrer ses héros, vivants ou morts, réels ou imaginaires, et de prendre place à leurs côtés l’espace d’un instant. Il se représente au travers des siècles, de 360 avant Jésus Christ à 2046, dans des situations où il aurait rêvé de se trouver : en élève de Platon, en Arsène Lupin, posant en l’air pour Halsman, au mariage de Sacha Guitry, puis finissant ses jours en pleine sagesse le 4 mai 2046. Un ouvrage référentiel rendant hommage aux personnes qui ont compté pour Floc'h dans son développement d'artiste et d'homme.
L'année 2009 voit apparaître le dernier chapitre de la trilogie du Blitz, Black Out et autres histoires du Blitz, dans lequel le duo organise le récit sous une forme inspirée des publications d'après guerre mêlant comics et nouvelles. L'ouvrage contient une mise en abyme des histoires Black Out, Eden, Backstage et Fairplay. Ces trois dernières sont présentées sous la forme de nouvelles écrites par Olivia Sturgess et illustrée par Craigie alors que Black Out est un comics dessiné par Craigie sur une histoire de Francis Albany publié dans le Dandy Comics. Les trois albums de la trilogie ont fait l'objet d'une publication en un seul volume comme celui d'une Trilogie Anglaise. Cet album est supposé être la fin des apparitions de Francis Albany et Olivia Sturgess, mais le duo a déjà plusieurs fois contredit les annonces éditoriales.
Juste après Black Out, reprenant le format des livres Life, Floc'h dessine 28 portraits d'Anglais des années 1930 jusqu'au Blitz dans Male Britannia, Characters of the Male Britannia of the 30's and during the Blitz, rendant hommage aux gentlemen et aux anonymes de son Angleterre idéale. Il le fait suivre de deux ouvrages similaires consacrés aux années 1960 avec London euphoria, et à la Régence avec Regency utopia, le tout formant une nouvelle trilogie.
À la publication de Black Out, Floc'h et Rivière annoncent leur prochain projet, Willie, la biographie de William Somerset Maugham en roman graphique. Le livre s'appellera finalement Villa Mauresque, paru aux éditions de la Table Ronde en mai 2013.
Floc'h a contribué au magazine Monsieur au sein du comité éditorial et illustré la couverture de chaque numéro de ce bimestriel entre 2009 et 2017.
En 2021, alors que la bande dessinée semblait un mode d'expression abandonné par Floc'h, il annonce travailler sur un nouvel album de Blake et Mortimer. La révélation se fait lors d'un entretien accordé au site Europe Comics à l'occasion de la traduction de la Trilogie Anglaise pour la première fois en anglais. En juin 2023, les éditions Dargaud révèlent sur leurs réseaux sociaux la couverture de l'album, son titre ainsi que sa date de sortie. Il s'appellera L'art de la guerre, une aventure de Blake et Mortimer à New York, sur un scénario de Jean-Luc Fromental et José Louis Bocquet et sortira en librairie le 27 octobre 2023.

## Publications

### Bande dessinée

#### Album de bande dessinée
Floc'h est le dessinateur de tous ces albums et son collaborateur leur scénariste.
- Albany et Sturgess, avec François Rivière, Dargaud :
  1. Le Rendez-vous de Sevenoaks, 1977.
  2. Le Dossier Harding 1980.
  3. À la recherche de Sir Malcolm, 1984.
  4. Olivia Sturgess : 1914-2004, 2005.

Une trilogie anglaise. Intégrale des trois premiers albums, 1992.
- Blitz, avec François Rivière :
  1. Blitz , Le Matin / Albin Michel, 1983.
  2. Underground, Albin Michel, 1996.
  3. Black Out et autres histoires du Blitz, Dargaud, 2009.

La Trilogie du Blitz, Dargaud. Intégrale des trois albums, 2011.

- Une amitié singulière, avec François Rivière, Dargaud, 2019. Réédition sous forme  d'une intégrale heptalogique des 4 albums de la série Albany et Sturgess et des 3 albums de la série du Biltz.
- Jamais deux sans trois, avec Jean-Luc Fromental, Albin Michel, 1991. Réédition sous forme de planches de 2 strips en 2016, Dargaud.
- L'Art de la guerre, une aventure de Blake et Mortimer à New York, avec Jean-Luc Fromental et José-Louis Bocquet, éditions Blake et Mortimer, 2023.

#### Tirage de tête
- 1984 : À la recherche de Sir Malcolm, avec François Rivière. 1250 ex (+ 100 ex HC), numéroté et signé, livre toilé rouge dans emboîtage également toilé, accompagné d'une lithographie reprenant le dessin du Titanic (Dargaud).
- 1985 : Un homme dans la foule. 450 ex (+ 50 ex HC), numéroté et signé, livre toilé avec une jaquette, accompagné d'une sérigraphie Bric à Braque (Albin Michel).
- 1985 : Un homme dans la foule. 250 ex, numéroté et signé recouvert d'un habillage en forme de veste Prince de Galles (GGEF).
- 1992 : À propos de Francis. TT à l'occasion de la sortie d'Une trilogie anglaise. 600 ex (+50 ex HC) comprenant un album de 32 p, 1 photo d'Albany, 1 affiche de l'émission d'Albany à la BBC, 3 plaquettes de publicité figurant Albany, le tout dans une reliure de portfolio (Dargaud).
- 2005 : Olivia Sturgess : 1914-2004, avec François Rivière. 500 ex (+125 ex HC) N°té et signé par les auteurs. L'album original y est décomposé en deux parties : l'album de bande dessinée relié avec jaquette et le catalogue Albany-Sturgess broché, le tout sous emboîtage (Dargaud).

#### Prépublication d'album dans la presse
- 1977 : Le Rendez-vous de Sevenoaks in Pilote, du no 35 (avril) au no 40 (septembre), soit 46 planches couleurs précédées d'une page d'introduction.
- 1980 : Le Dossier Harding in Pilote, du no 73 (juin) au no 77 (octobre), soit 46 planches couleurs.
- 1982 : Blitz in Le Matin, du 4 janvier au 4 novembre à raison d'une planche couleur par semaine, soit 44 planches.
- 1983-1984 : À la recherche de Sir Malcolm in Pilote, du no 112 (septembre 1983) au no 118 (mars 1984), soit 46 planches couleurs.

#### Récit paru en presse, inédit en album
- 1975 : Le Conservateur, sur scénario de Rodolphe. in Imagine no 1, décembre. 8 planches, noir et blanc.
- 1978 : Le Siècle, avec des textes de Jean-Luc Fromental et François Landon. in Pilote n°44bis spécial Science Fiction, janvier. 2 planches, couleur.

### Portfolio
- 1987 : 35 rue Victor Massé (Éditions Carton). 7 sérigraphies. 160 exemplaires. Les sérigraphies représentent des timbres à l'effigie de 7 artistes sculpteurs : Jean Arp, Calder, Dubuffet, Yves Klein, Juan Miro, Henry Moore, Pablo Picasso.
- 1987 : Je me souviens (Éditions de l'Atelier). 6 sérigraphies. 600 exemplaires. Les sérigraphies représentent six grands moments de télévision avec des personnalités : Steve Mc Queen en Josh Randall, le Général de Gaulle, Anquetil et Poulidor, Denise Glaser, Raymond Oliver, Salvador Dali.

### Illustration

#### Livre illustré
- 1985 : Ma vie, avec Jean-Luc Fromental (Les Humanoïdes Associés)
- 1985 : Life, avec Jean-Luc Fromental (Carton)
- 1986 : High Life, avec Jean-Luc Fromental (Carton)
- 1986 : Banque de France, ouvrage collectif avec Jean-Luc Fromental. Illustrations recto verso pour 2 billets de banque, l'un représente Raymond Loewy, l'autre Jean Cocteau (Carton)
- 1994 : Meurtre en miniature, avec François Rivière (Dargaud)
- 1994 : Journal d'un New-Yorkais, avec Michel Jourde (Dargaud / Champaka)
- 1997 : Ma vie 2 (Dargaud)[1]
- 1998 : Exposition, avec Michel Jourde (Reporter / Galerie Médicis)
- 2007 : Une vie de rêve (Robert Laffont)
- 2009 : Male Britannia, Characters of the male britannia of the 30's and during the blitz (Le 9e Monde)
- 2010 : London Euphoria, Characters of the London euphoria of the 60's (Le 9e Monde)
- 2010 : Regency Utopia, Characters of the regency utopia of the 1810's, (Le 9e Monde)
- 2015 : Travel Book Edimbourg, une édition en français et une édition en anglais, (Louis Vuitton)
- 2021 : La femme de ma vie (Le Dilettante).

#### Tirage de tête
- 2009 : Male Britannia, Characters of the male britannia of the 30's and during the blitz, Tirage de luxe sous jaquette, 111 exemplaires numérotés & signés par l'artiste + diptyque de deux portraits inédits en couleurs (Le 9e Monde)
- 2010 : London Euphoria, Characters of the London euphoria of the 60's, Tirage de luxe sous jaquette, 111 exemplaires numérotés & signés par l'artiste + diptyque de deux portraits inédits en couleurs (Le 9e Monde)
- 2010 : Regency Utopia, Characters of the regency utopia of the 1810's, Tirage de luxe sous jaquette, 111 exemplaires numérotés & signés par l'artiste + diptyque de deux portraits inédits en couleurs (Le 9e Monde)
- 2021 : La femme de ma vie, 100 exemplaires avec une couverture en toile du Marais accompagné d'une sérigraphie originale de Floc'h signée et numérotée.Le Dilettante.

#### Livre pour enfants
- 2011 : Une vie exemplaire (Éditions Hélium).
- 2012 : Où mène la vie? (Éditions Hélium).
- 2014 : La belle vie (Éditions Seuil Jeunesse).

#### Illustration de livre de tiers
- 1975 : Les Clefs mystérieuses de Maurice Leblanc (collection Marginalia, Glénat). Illustration de couverture.
- 1975 : Lettres d'Arkham de H. P. Lovecraft (collection Marginalia, Glénat). Lettrines dans le texte.
- 1976 : 63 auteurs, bibliographie de science fiction d'Alain M. Villemur (Temps Futur). Illustration de couverture.
- 1978 : De minuit à sept heures de Maurice Leblanc (collection Marginalia, Glénat). Illustration de couverture.
- 1984 : Pub en stock, les aventures de la RATP 1973-1983 (Ecom / Univas). Illustration de couverture et de quatrième de couverture.
- 1992 : Les Cahiers Pierre Mac Orlan no 3, Contes perdus et retrouvés... (Prima linea pour le Comité des amis de Pierre Mac Orlan). 13 illustrations dans le texte.
- 1992 : Le Brochet d'Eric Ambler (collection Points, Le Seuil). Illustration de couverture.
- 1992 : Sale Histoire d'Eric Ambler (collection Points, Le Seuil). Illustration de couverture.
- 1992 : Topkapi d'Eric Ambler (collection Points, Le Seuil). Illustration de couverture.
- 1994 : Tout fout le camp de Dan Kavanagh (collection Points, Le Seuil). Illustration de couverture.
- 1996 : Histoires du porte-jarretelles de Lili Sztajn (La Sirène). Illustration de couverture.
- 1997 : Les Beaux Horizons de Jean-Luc Coatalem (Le Dilettante). Illustration de couverture et de quatrième de couverture. Une édition en tirage de tête existe en format in-16, de 33 exemplaires numérotés à la main, sur vergé, accompagné d'une sérigraphie de Floc'h signée par l'auteur et l'illustrateur.
- 1998 : L'Amour à l'écossaise de Daniel Cabanis (Le Seuil). Illustration de couverture.
- 1999 : Bons baisers de Partout de Pierre Dac et Louis Rognoni (Librio). Illustration de couverture.
- 2000 : Le Jardinier de Babbacombe de François Rivière (Le Masque). Illustration de couverture.
- 2002 : Alain Resnais collectif de Positif (Folio). Illustration de couverture.
- 2007 : Un mort par page de Daniel Fohr (Robert Laffont). Conception et illustration de couverture et de quatrième de couverture.
- 2007 : Carré noir de Harry Bellet (Robert Laffont). Conception et illustration de couverture et de quatrième de couverture.
- 2007 : Mon père, ce géant de Charles Aznavour (Flammarion). Illustration de couverture.
- 2008 : Le Vallon d'Agatha Christie (Le Masque). Illustration de couverture (reprise de l'affiche du film Le Grand Alibi).
- 2009 : Je suis très à cheval sur les principes de David Sedaris (Éditions de l'Olivier). Illustration de couverture.
- 2010 : N'exagérons rien ! de David Sedaris (Éditions de l'Olivier). Illustration de couverture.
- 2012 : Axelle, La châtelaine du Liban, et Mademoiselle de la Ferté, trois livres de Pierre Benoit (Albin Michel). Illustrations de couverture.
- 2012 : Agatha Christie, la romance du crime de François Rivière (Éditions de la Martinière). Illustration de couverture.
- 2013 : Bacchus et moi de Jay McInerney ([Éditions de la Martinière). Illustration de couverture.
- 2013 : Marguerite Duras, l'écriture de la passion de Lætitia Cénac (Éditions de la Martinière). Illustration de couverture.
- 2013 : Alain Resnais de Jean-Luc Douin (Éditions de la Martinière). Illustration de couverture.
- 2014 : Sherlock Holmes, Détective consultant, de John Bastardi Daumont (Éditions de la Martinière). Illustration de couverture.
- 2014 : Oscar Wilde, Splendeur et misère d'un dandy, de Daniel Salvatore Schiffer (Éditions de la Martinière). Illustration de couverture.
- 2018 : René Lacoste, de Laurence Benaïm (ditions de la Martinière). Illustration d'ouverture de chaque chapitre.

#### Recueil d'illustrations
- 1985 : Un homme dans la foule, texte de Jean-Luc Fromental (GGEF / Albin Michel)
- 1987 : Objectif Pub, la bande dessinée et la publicité, hier et aujourd'hui (Robert Laffont / Magic Strip). Alain Lachartre, avec la collaboration de Claude Degoutte.
- 2000 : Floc'h Illustrateur (Champaka)
- 2005 : Floc'h Illustrateur 2 (Champaka)
- 2006 : Traits Séduisants, l'illustration au service de la communication des marques (Scala). Alain Lachartre, avec la collaboration de Françoise Aveline.
- 2013 : Floc'h Inventaire, ouvrage rassemblant le meilleur de 40 ans de carrière de Floc'h dans le dessin, (Éditions de la Martinière)
- 2019 : Art by Floc'h, recueil de dessins majeurs dans l'oeuvre de Floc'h revisités par une nouvelle mise en couleurs.Tirage limité à 2 777 exemplaires accompagné d’un frontispice numéroté et signé par l’auteur (Champaka) (à paraître le 7 juin)

### Affiches de film
- 1977 : Diabolo menthe de Diane Kurys[2].
- 1980 : Cocktail Molotov de Diane Kurys
- 1992 : Smoking / No Smoking d'Alain Resnais
- 1997 : On connaît la chanson d'Alain Resnais
- 1998 : Harry dans tous ses états de Woody Allen
- 1999 : La Bûche de Danièle Thompson
- 2001 : Liberté-Oléron de Bruno Podalydès
- 2001 : Vertiges de l'amour de Laurent Chouchan
- 2002 : Hollywood Ending de Woody Allen
- 2003 : Petites Coupures de Pascal Bonitzer
- 2003 : Pas sur la bouche d'Alain Resnais
- 2005 : Melinda et Melinda de Woody Allen
- 2005 : L’Anniversaire de Diane Kurys
- 2008 : Le Grand Alibi de Pascal Bonitzer[3]
- 2010 : Another Year de Mike Leigh
- 2012 : Cherchez Hortense de Pascal Bonitzer
- 2013 : Un château en Italie de Valeria Bruni-Tedeschi
- 2016 : Saint Amour de Benoît Delépine et Gustave Kervern
- 2016 : Tout de suite maintenant de Pascal Bonitzer
- 2019 : Deux Fils de Félix Moati
- 2019 : It Must Be Heaven d'Elia Suleiman
- 2021 : La Pièce rapportée de Antonin Peretjatko
- 2023 : Vers un avenir radieux de Nanni Moretti
- 2024 : Le Tableau volé de Pascal Bonitzer

### Travaux publicitaires marquants
- 1980 : Le secret de la Pulmoll verte. 18 pages couleurs. Conçu et réalisé par Alain Lachartre pour l'agence M.B.C. et les Laboratoires Lafarge.
- 1986 : Opération Super 9. Album collectif. Dessin de couverture et de quatrième de couverture. Réalisé pour l'UAP et l'Assurance Française.
- 1986 : Félix et le bus. Album collectif sur scénarios de Jean-Luc Fromental. 4 planches couleurs pour l'histoire Bus de Nuit. Réalisé par l'agence KISS pour l'UTP, la RATP, TCC, THUC, et TransUrbain.
- 1988 : Var, le département dont vous êtes le héros, avec Jean-Luc Fromental. 64 pages couleurs, format à l'italienne. Réalisé par Alain Lachartre pour le conseil général du Var.
- 1991 : 1664, sous bock art, illustrations de 4 sous-bocks pour la marque de bière 1664.
- 2000 : Catalogue Les Montres, illustration d'un catalogue de montres avec un visuel en pleine page pour chacune des 14 manufactures représentées.
- 2007 : Ballon Bleu. 6 planches couleurs. Album collectif réalisé par Jean-Luc Fromental et Michel Baverey pour le lancement de la nouvelle collection de montres Cartier Ballon Bleu.
- 2007-2009 : Breuer, illustration des campagnes de publicité, catalogues et site internet de la marque française de vêtements Breuer.
- 2015 : Aubercy, illustration d'une publicité pour le mocassin "Lupin".
- 2015 : Sotheby's International Realty. 4 planches couleurs sur le thème "A home for every season"
- 2017 : Angélus, 20 variations autour du thème du voyage avec le vin de Saint Emilion Angélus

### Roman
- 2006 : Les Chroniques d'Oliver Alban, avec François Rivière (Robert Laffont)
- 2013 : Villa Mauresque, avec François Rivière, La Table Ronde.

### Figurines Pixi
- 1991 : Jamais deux sans trois. 150 exemplaires numérotés et signés par Floc'h. Contient les trois personnages de l'album : Monty, Don et E. Le fond de la boite est illustré en couleur avec une case de l'album.
- 1993 : Francis Albany et Olivia Sturgess. 350 exemplaires numérotés et signés par Floc'h et Rivière. Contient les deux personnages Albany et Sturgess. Fond de la boite illustré par la couverture de l'album Une trilogie anglaise.
- 1997 : Blitz Underground. 150 exemplaires numérotés et signés par Floc'h et Rivière. Contient trois personnages : Miss Carolyn, Wilbur et l'enfant. Fond de la boite illustré par un dessin original.

### Émission radiophonique
- En Terre Étrangère, émission spéciale Floc'h sur H2 Ondes. Interview réalisée par François Riche chez l'auteur, diffusée le samedi 29 octobre 1983.

### Documentaire
- L'Enigme Chaland de Avril Tembouret (2018, 86'). Témoignage de Floc'h sur Yves Chaland.